# Conservatoire à rayonnement régional de Toulouse
 (août 2025).
Le conservatoire à rayonnement régional de Toulouse  est un conservatoire à rayonnement régional, établissement d'enseignement artistique agréé et contrôlé par l'État (Direction générale de la Création artistique du ministère de la Culture et de la Communication), représenté par la direction régionale des Affaires culturelles (DRAC). Il propose trois spécialités, musique, chorégraphie et art dramatique. Il est situé à Toulouse (Haute-Garonne, France).

## Histoire
Fondée le 13 mars 1820, l'école de musique de Toulouse devient en 1840 une succursale du conservatoire de Paris.
En 1866 et jusqu'en 1993, l'école s'installe rue Labéda (emplacement de l'actuel théâtre de la Cité, no 4), date à laquelle elle change pour l'ancien hôpital Larrey (inscrit aux monuments historiques), qu’elle occupe encore à ce jour.

### Liste des directeurs
La direction de l'établissement a été assurée tour à tour par :
- 1820-1821 : Pierre Pichon
- 1821-1840 : Lassave
- 1840 : Louis-Barthélémy Pradher
- 1840-1844 : Alexandre Piccinni
- 1844-1857 : Louis de Brucq
- 1857-1883 : Paul Mériel
- 1883-1900 : Louis Deffès
- 1900-1913 : Bernard Crocé-Spinelli
- 1914-1944 : Aymé Kunc
- 1945-1962 : Edmond Gaujac
- 1962-1964 : Édouard Kopetzki
- 1964-1970 : Noël Lancien
- 1970-1972 : Mme Pauly-Flipo
- 1972 : M. Lombard
- 1970-1989 : Henri Bert
- 1989-2004 : Marc Bleuse
- 2004-2013 : Gérard Duran
- 2013-2021 : Jean Dekyndt
- 2021-2024 : Michel Crosset
- Depuis 2024 : Christophe Millet

## Le CRR Aujourd'hui
L'établissement est sous la direction d'études de Pierre-Alexandre Verchère. 

### Diplômes délivrés
Le conservatoire décerne un certificat d'études musicales et un certificat d'études chorégraphiques, ainsi que les diplômes d’études chorégraphiques, musicales et théâtrales.

### Enseignement
Dans le domaine musical, le conservatoire délivre un enseignement concernant les cordes (violon, alto, violoncelle, contrebasse), les bois (flûtes, hautbois, basson, saxophone, clarinette), les cuivres (cor, trompette, trombone, tuba) ainsi que les instruments polyphoniques (piano, accordéon, guitare, harpe, orgue, percussions). Des classes de chant, d’écriture et de composition musicales, ainsi qu’un atelier consacré au jazz et aux musiques anciennes sont proposés aux participants. 
Les danses classique, contemporaine et jazz font partie de l’offre chorégraphique du conservatoire ainsi qu’un cursus d’art dramatique comprenant également une formation à l'expression scénique.

### Partenariats
Le conservatoire, en partenariat avec l’Éducation nationale, s’inscrit dans un cycle de classes à horaires aménagés. Les écoles primaires Lakanal (musique et danse) et Rangueil (chant choral), le collège Michelet (instrument, voix et danse) ainsi que le lycée Saint-Sernin participent à ce programme,.